# Fanta Diagouraga
Fanta Diagouraga, née le 30 juin 2000 à Trappes, est une handballeuse française et internationale congolaise.

## Carrière
Fanta Diagouraga débute le handball à 8 ans à l’école puis au collège, avant de prendre une licence au club de Saint-Cyr l’École, puis au Paris 92. À 18 ans, elle rejoint le centre de formation de Dijon. Après deux saisons en Bourgogne, elle fait son retour à l'échelon inférieur en 2020 pour le club de Noisy-le-Grand. En 2021-2022, elle est la meilleure marqueuse de la D2, ce qui lui ouvre la porte d'un contrat en D1 à Celles-sur-Belle. Après une première saison réussie dans les Deux-Sèvres, elle prolonge en février 2023 son contrat d'une année supplémentaire. Mais en janvier 2024, elle rejoint la Roumanie et le CSM Deva (ro) en D2 roumaine, puis à l'intersaison le CS Măgura Cisnădie (ro) en D1 roumaine.
Naturalisée congolaise, elle dispute sa première compétition internationale au Championnat du monde 2021, terminé à la 23e place. Au championnat d'Afrique 2022, Diagouraga et le Congo remportent la médaille de bronze. Deux ans plus tard, elle est élue meilleure joueuse et meilleure demi-centre du Championnat d'Afrique des nations 2024, terminé à la 6e place.

## Palmarès

### En équipe nationale
- 23e place au Championnat du monde 2021
- Médaille de bronze au championnat d'Afrique 2022[8]
- 26e place au Championnat du monde 2023
- 6e place au championnat d'Afrique 2024

### Distinctions individuelles
- Meilleure buteuse du Championnat de France de D2 2021-2022
- élue meilleure joueuse et meilleure demi-centre du Championnat d'Afrique des nations 2024